# Ancyluris
Ancyluris es un género de mariposas de la familia Riodinidae.

## Descripción
La especie tipo es Ancyluris pyrete Hübner, 1819, según designación posterior realizada por Scudder en 1875.

## Diversidad
Existen 15 especies reconocidas en el género, todas ellas tienen distribución neotropical.

## Plantas hospederas
Las especies del género Ancyluris se alimentan de plantas de las familias Euphorbiaceae, Melastomataceae, Simaroubaceae, Vochysiaceae. Las plantas hospederas reportadas incluyen los géneros Hieronima, Miconia, Conostegia, Simarouba, Vochysia.